# فدراسیون سوسیال دموکرات
فدراسیون سوسیال دموکرات (به انگلیسی: Social Democratic Federation) اولین حزب سازمان‌یافتهٔ سوسیالیستی در بریتانیا بود که توسط هنری هایندمن تشکیل شد و در ۷ ژوئن ۱۸۸۱ اولین نشست رسمی خود را برگزار کرد.
از معروف‌ترین اعضای این فدراسیون می‌توان به ویلیام موریس، جورج لانزبری و النور مارکس اشاره کرد. با این حال فردریش انگلس، یار قدیمی کارل مارکس، حاضر به حمایت از این فدراسیون و هایندمن نشد.